# Atletica leggera ai Giochi della VII Olimpiade - 800 metri piani

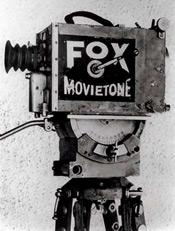
Albert Hill, la doppietta olimpica (durata: 1'04".)

La competizione degli 800 metri piani di atletica leggera ai Giochi della VII Olimpiade si tenne i giorni  15 e 17 agosto 1920 allo Stadio Olimpico di Anversa.

## L'eccellenza mondiale
| Primatista mondiale e olimpico: Stoccolma 1912 | 1'51"9  | Ted Meredith  | Ritirato |
| Migliore prest. europea (1909)                 | 1'52"1y | Emilio Lunghi | Ritirato |
| Primatista stagionale                          | 1'53"5y | Edward Meehan | Assente  |
| Vincitore Trials USA                           | 1'54"2  | Earl Eby      | Presente |

1. ↑  Tempo ottenuto sulla distanza delle 880 iarde.
2. ↑  Fino al 14 agosto.

## Risultati

### Turni eliminatori
| 5 Batterie   | 15 agosto | 40 iscritti   | Si qualificano i primi 4. |
| 3 Semifinali | 17 agosto | 7 + 7 + 6     | Si qualificano i primi 3. |
| Finale       | 17 agosto | 9 concorrenti |                           |

### Batterie
I tempi stimati sono indicati tra parentesi
| Pos. | Atleta             | Nazione        | Tempo    |
| ---- | ------------------ | -------------- | -------- |
| 1    | Edgar Mountain     | Gran Bretagna  | 1'57"6   |
| 2    | Giuseppe Bonini    | Italia         | (2'02"2) |
| 3    | Fernand Bauduin    | Francia        | (2'02"5) |
| 4    | James Doig         | Sudafrica      | (2'03"0) |
| 5    | Joseph Van Der Wee | Belgio         | n/d      |
| 6    | Saburo Hasumi      | Giappone       | n/d      |
| 7    | José Grasset       | Spagna         | n/d      |
| 8    | Karel Přibyl       | Cecoslovacchia | n/d      |
| 9    | Jean Proess        | Lussemburgo    | n/d      |

| Pos. | Atleta         | Nazione       | Tempo    |
| ---- | -------------- | ------------- | -------- |
| 1    | Bevil Rudd     | Sudafrica     | 1'55"6   |
| 2    | Albert Hill    | Gran Bretagna | (1'56"2) |
| 3    | Earl Eby       | Stati Uniti   | (1'57"7) |
| 4    | Jean Esparbès  | Francia       | (1'57"7) |
| 5    | Elis Johansson | Svezia        | n/d      |
| 6    | Arturo Porro   | Italia        | n/d      |
| 7    | Léoncé Oleffe  | Belgio        | n/d      |
| 8    | Hec Phillips   | Canada        | n/d      |
| 9    | Odolf Larsen   | Norvegia      | n/d      |

| Pos. | Atleta             | Nazione        | Tempo    |
| ---- | ------------------ | -------------- | -------- |
| 1    | Philip Noel-Baker  | Gran Bretagna  | 1'56"0   |
| 2    | Don Scott          | Stati Uniti    | (1'56"9) |
| 3    | Anatole Bolin      | Svezia         | (1'57"8) |
| 4    | Adje Paulen        | Paesi Bassi    | (1'58"4) |
| 5    | Agide Simonazzi    | Italia         | n/d      |
| 6    | Paul Martin        | Svizzera       | n/d      |
| 7    | Karel Frankenstein | Cecoslovacchia | n/d      |

| Pos. | Atleta             | Nazione        | Tempo    |
| ---- | ------------------ | -------------- | -------- |
| 1    | Robert Goullieux   | Francia        | 1'58"8   |
| 2    | Tom Campbell       | Stati Uniti    | (1'59"4) |
| 3    | Henry Dafel        | Sudafrica      | (1'59"9) |
| 4    | Ernesto Ambrosini  | Italia         | (2'00"2) |
| 5    | Nils Engdahl       | Svezia         | n/d      |
| 6    | Johannes Villemson | Estonia        | n/d      |
| 7    | Josef Teplý        | Cecoslovacchia | n/d      |
| _    | Jean Delarge       | Belgio         | r        |

| Pos. | Atleta               | Nazione        | Tempo    |
| ---- | -------------------- | -------------- | -------- |
| 1    | Sven Lundgren        | Svezia         | 2'00"6   |
| 2    | Albert Sprott        | Stati Uniti    | (2'01"5) |
| 3    | Miguel García Onsalo | Spagna         | (2'02"2) |
| 4    | Kléber Argouac'h     | Francia        | (2'00"5) |
| 5    | Jaroslav Procházka   | Cecoslovacchia | n/d      |
| 6    | Henri Godin          | Belgio         | n/d      |
| 7    | Émile Barral         | Monaco         | n/d      |

### Semifinali
| Pos. | Atleta               | Nazione       | Tempo    |
| ---- | -------------------- | ------------- | -------- |
| 1    | Don Scott            | Stati Uniti   | 1'57"2   |
| 2    | Edgar Mountain       | Gran Bretagna | (1"58"0) |
| 3    | Albert Sprott        | Stati Uniti   | (1"58"7) |
| 4    | Ernesto Ambrosini    | Italia        | (1"59"5) |
| 5    | Robert Goullieux     | Francia       | (1"59"6) |
| 6    | Miguel García Onsalo | Spagna        | (2"01"2) |
| 7    | James Doig           | Sudafrica     | (2"01"5) |

| Pos. | Atleta           | Nazione     | Tempo    |
| ---- | ---------------- | ----------- | -------- |
| 1    | Bevil Rudd       | Sudafrica   | 1'57"0   |
| 2    | Tom Campbell     | Stati Uniti | (1"57"6) |
| 3    | Adje Paulen      | Paesi Bassi | (1"57"8) |
| 4    | Sven Lundgren    | Svezia      | (1"58"1) |
| 5    | Giuseppe Bonini  | Italia      | (1"58"5) |
| 6    | Kléber Argouac'h | Francia     | n/d      |

| Pos. | Atleta          | Nazione       | Tempo    |
| ---- | --------------- | ------------- | -------- |
| 1    | Albert Hill     | Gran Bretagna | 1'56"4   |
| 2    | Earl Eby        | Stati Uniti   | (1"57"0) |
| 3    | Jean Esparbès   | Francia       | (1"57"3) |
| 4    | Anatole Bolin   | Svezia        | (1"57"5) |
| 5    | Fernand Bauduin | Francia       | (1"58"0) |
| 6    | Henry Dafel     | Sudafrica     | n/d      |

### Finale
Il britannico Hill batte il più accreditato statunitense Eby in un finale concitato, stabilendo il nuovo record nazionale.
È ufficializzato solo il tempo del primo classificato.
| Pos.    | Atleta         | Età | Nazione       | Tempo ufficiale | Tempo ufficioso |
| ------- | -------------- | --- | ------------- | --------------- | --------------- |
| Oro     | Albert Hill    | 31  | Gran Bretagna | 1'53"4          |                 |
| Argento | Earl Eby       | 26  | Stati Uniti   |                 | 1'53"6          |
| Bronzo  | Bevil Rudd     | 25  | Sudafrica     |                 | 1'53"7          |
| 4       | Edgar Mountain | 19  | Gran Bretagna |                 | 1'54"6          |
| 5       | Don Scott      | 26  | Stati Uniti   |                 | 1'56"0          |
| 6       | Albert Sprott  | 33  | Stati Uniti   |                 | 1'56"4          |
| 7       | Adriaan Paulen | 18  | Paesi Bassi   |                 | 1'56"4          |
| 8       | Jean Esparbès  | 20  | Francia       |                 | 1'58"0          |
| -       | Tom Campbell   | 22  | Stati Uniti   | r               | r               |

Albert Hill, con i suoi 31 anni e 149 giorni, è il vincitore più maturo degli 800 metri alle Olimpiadi.